# Melothria
Melothria es un género  de plantas con flores perteneciente a la familia Cucurbitaceae.  Comprende 166 especies descritas y de estas, solo 12 aceptadas.

## Descripción
Son plantas anuales, rastreras o trepadoras, delgadas; monoicas. Hojas simples; zarcillos no ramificados. Flores pequeñas; flores estaminadas dispuestas en fascículos axilares, pedunculados, hipanto campanulado, sépalos 5, distantes, dentiformes, corola rotácea, 5-partida, amarillenta o blanca, estambres 3, 2 de ellos con 2 tecas y el otro con 1, cortamente insertos en el hipanto, libres, tecas rectas o apicalmente recurvadas, ciliadas, disco prominente, obcónico o subgloboso; flores pistiladas solitarias, usualmente coaxilares con las estaminadas, disco prominente, anular alrededor de la base del estilo, ovario globoso a fusiforme, liso, placentas 3, óvulos numerosos, horizontales, estigmas 3. Fruto carnoso, liso, indehiscente, verde tornándose amarillo-anaranjado o morado obscuro a negro cuando maduro; semillas varias a numerosas, ovadas en su forma general, comprimidas.

## Taxonomía
El género fue descrito por Carlos Linneo y publicado en Genera Plantarum 1(3): 824. 1867.  	La especie tipo es: Melothria pendula L.	

## Especies aceptadas
A continuación se brinda un listado de las especies del género Melothria aceptadas hasta enero de 2014, y de acuerdo con el análisis filogenéico, ordenadas alfabéticamente. Para cada una se indica el nombre binomial seguido del autor, abreviado según las convenciones y usos.
- Melothria campestris (Naudin) H. Schaef. & S.S. Renner
- Melothria cucumis Vell.
- Melothria dulcis Wunderlin
- Melothria fimbristipula (Kotschy & Peyr.) Roberty
- Melothria longituba C. Jeffrey
- Melothria pendula L.
- Melothria perpusilla (Blume) Cogn.
- Melothria pringlei (S. Watson) Mart. Crov.
- Melothria scabra Naudin
- Melothria schulziana M. Crovetto
- Melothria sphaerocarpa (Cogn.) H. Schaef. & S.S. Renner
- Melothria trilobata Cogn.
- Melothria uliginosa Cogn.
- Melothria warmingii Cogn.